# Anabolia
Anabolia – rodzaj owada z rzędu chruścików (Insecta:Trichoptera) z rodziny Limnephilidae. Larwy budują domki z piasku i fragmentów roślin lub detrytusu. W Polsce najpospolitsza jest Anabolia laevis - żyje w rzekach i jeziorach. Rzadsza jest Anabolia furcata, zasiedlająca głównie wody płynące, oraz Anabolia nervosa - występująca w rzekach i jeziorach głównie zachodniej Polski. Larwy są bardzo trudne do rozróżnienia. W jeziorach i rzekach występują przy brzegu zadrzewionym, czasami masowo.
Anabolia brevipennis zasiedla drobne, śródleśne zbiorniki, czasem spotykana w niewielkich, wolno płynących, śródleśnych strumieniach nizinnych. Larwy tego gatunku wyraźnie różnią się od trzech pozostałych.
W Polsce zanotowano występowanie następujących gatunków:
- Anabolia brevipennis
- Anabolia furcata
- Anabolia laevis
- Anabolia nervosa